# Абанкур (Оаза)
Абанкур (фр. Abancourt) је насељено место у Француској у региону Пикардија, у департману Оаза.
По подацима из 2011. године у општини је живело 640 становника, а густина насељености је износила 106,49 становника/km².

## Демографија
| 1962. | 1968. | 1975. | 1982. | 1990. | 1999. | 2011. |
| ----- | ----- | ----- | ----- | ----- | ----- | ----- |
| 507   | 519   | 527   | 593   | 582   | 567   | 640   |